# Zona metropolitană Minneapolis-Saint Paul

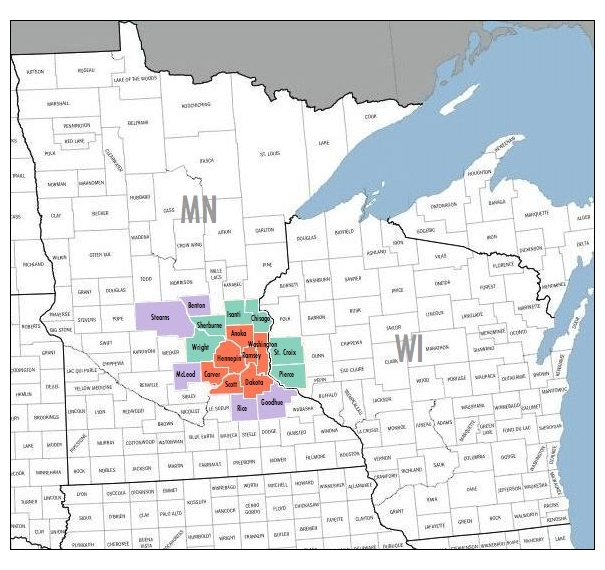
Zona metropolitană Minneapolis-Saint Paul în cadrul celor state (la dreapta) și (la stânga)

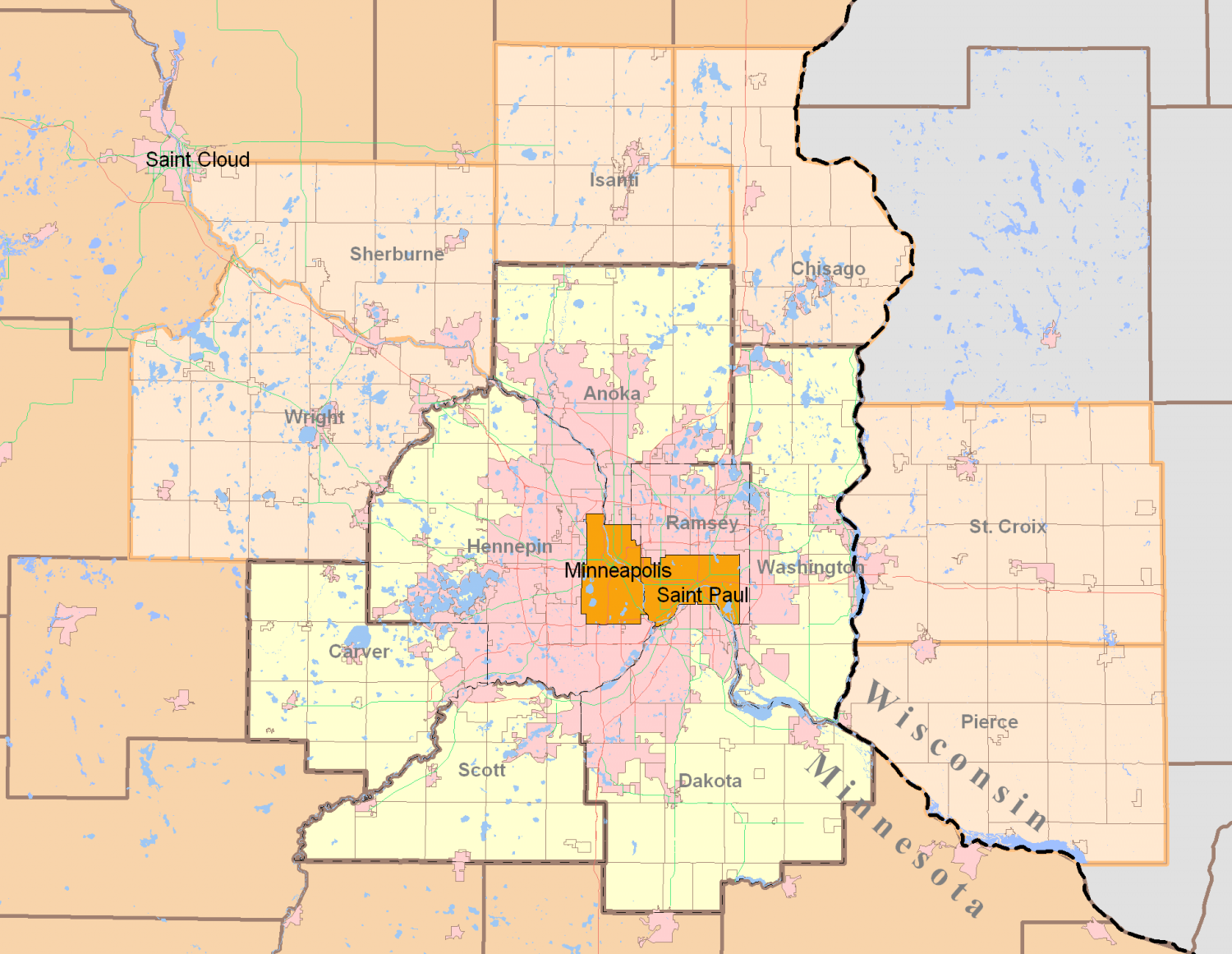
Zona metropolitană Minneapolis-Saint Paul și comitatele înconjurătoare (din ambele state)

Zona metropolitană Minneapolis-Saint Paul este o zonă metropolitană care se întinde în două state. Nucleul său este un centru urban format din metropolele Minneapolis și Saint Paul, ambele din statul Minnesota.  Zona metropolitană se întinde și în vestul statului Wisconsin, precum și comitatele și orașele din zona adiacentă ambelor state. Regiunea are o populație de 3.502.891 locuitori și ocupă o suprafață de 16.483,1 km² cu densitatea de 192,6 loc./km².

## Localități
- Statul  Minnesota -- Minneapolis · Saint Paul · Blaine . Bloomington · Brooklyn Park · Burnsville . Coon Rapids . Eagan · Eden Prairie . Maple Grove . Plymouth ·  Woodbury
- Statul  Wisconsin --

## Comitate
- Statul  Minnesota -- Anoka, Carver, Chisago, Dakota, Hannepin, Isanti, Ramsey, Scott, Sherburne, Washington, Wright
- Statul  Wisconsin -- Pierce, Saint Croix